# Ligne 4 du métro de Barcelone
Pour les articles homonymes, voir Ligne 4 et Ligne jaune.
La ligne 4 (en catalan : Línia 4 del metro de Barcelona, en espagnol : Línea 4 del metro de Barcelona) est l'une des douze lignes du réseau du métro de Barcelone, ouverte en 1973. Elle est exploitée par TMB et dessert plusieurs quartiers barcelonais.

## Historique

### Origine (1926)
Le tronçon le plus ancien de la ligne se situe entre Passeig de Gracià et Jaume I, constituant à l'époque une des branches du Gran Metro de Barcelona, inauguré en 1926. En 1934, la branche est prolongée d'une station Correros, station fermée depuis 1972, est située aujourd'hui entre Jaume I et Barceloneta. 

### Ligne IV (1973-1982)
En 1973, la ligne devient indépendante et prend le nom de ligne IV, avec comme tracé de Joanich à Jaime I : Joanich, General Mola, Gerona, Aragón, Urquinaona, Jaime I.
De 1974 à 1977, trois nouveaux prolongements sont mis en service : en 1974, la ligne est prolongée de Joanich à Guinardó ; de l'autre extrémité, un prolongement d'une station ouvre en 1976, tronçon Jaime I - Barceloneta; et en 1977, toujours à l'est, un prolongement de cinq stations ouvre, le terminus devient Selva del Mar. La Ligne 4 comporte alors les stations : Joanich, General Mola, Gerona, Aragón, Urquinaona, Jaime I,  Barceloneta, Ribera, Pedro IV, Luchana, Pueblo Nuevo, Selva de Mar.

### Ligne L4 (depuis 1982)
En 1982, la ligne change de nom pour L4 (sa dénomination actuelle), le nom de la plupart des stations changent ou sont écrits en catalan. La ligne atteint La Pau. En 1985, la ligne est prolongée en dehors de la ville de Barcelone et gagne les villes de Sant Adrià de Besòs et Badalone. Le nouveau terminus est Pep Ventura. La station Mina change de nom pour Besòs Mar. Elle est alors composée des stations : Roquetes, Llucmajor, Maragall, Guinardó | Hospital de Sant Pau, Alfons X, Joanic, Verdaguer, Girona, Passeig de Gràcia, Urquinaona, Jaume I, Barceloneta, Ciutadella, Bogatell, Llacuna, Poblenou, Selva de Mar, Besòs Mar, Besòs, La Pau, Verneda, Joan XIII, Sant Roc, Gorg et Pep Ventura.
En 1992, la station Cituadella voit s'ajouter à son nom Vila Olímpica, référence au village olympique durant les jeux de cette même année. En 1999, la portion Roquetes (qui s'appelle dorénavant Via Júlia)-Trinitat Nova ouvre. En 2002, le tronçon La Pau-Pep Ventura est cédé à la L2, qui permet aux habitants de ces stations un accès plus rapide au centre de Barcelone.
La dernière modification date de 2003, année de l'ouverture de la station  El Maresme | Forum, entre Selva de Mar et Besòs Mar. Depuis cette époque la ligne comporte 22 stations : Trinitat Nova, Via Júlia, Llucmajor, Maragall, Guinardó | Hospital de Sant Pau, Alfons X, Joanic, Verdaguer, Girona, Passeig de Gràcia, Urquinaona, Jaume I, Barceloneta, Ciutadella | Vila Olímpica, Bogatell, Llacuna, Poblenou,Selva de Mar, El Maresme | Fòrum, Besòs Mar, Besòs et La Pau.

## Caractéristiques

### Ligne
Depuis la cession du tronçon La Pau-Pep Ventura à la L2 en 2002, la ligne dessert exclusivement la ville de Barcelone. Elle dispose de stations dans les quartiers suivants : Nou Barris, Horta-Guinardó, Vila de Gràcia, Eixample, Ciutat Vella, Sant Martí.

### Stations et correspondances
|  |   |  | Station                          | Communes                   | Correspondances |
|  | - |  | -------------------------------- | -------------------------- | --------------- |
|  | ■ |  | Trinitat Nova                    | Barcelone (Nou Barris)     |                 |
|  | o |  | Via Júlia                        | Barcelone (Nou Barris)     |                 |
|  | o |  | Llucmajor                        | Barcelone (Nou Barris)     |                 |
|  | o |  | Maragall                         | Barcelone (Nou Barris)     |                 |
|  | o |  | Guinardó \| Hospital de Sant Pau | Barcelone (Horta-Guinardó) |                 |
|  | o |  | Alfons X                         | Barcelone (Horta-Guinardó) |                 |
|  | o |  | Joanic                           | Barcelone (Gràcia)         |                 |
|  | o |  | Verdaguer                        | Barcelone (Eixample)       |                 |
|  | o |  | Girona                           | Barcelone (Eixample)       |                 |
|  | o |  | Passeig de Gràcia                | Barcelone (Eixample)       |                 |
|  | o |  | Urquinaona                       | Barcelone (Eixample)       |                 |
|  | o |  | Jaume I                          | Barcelone (Ciutat Vella)   |                 |
|  | o |  | Barceloneta                      | Barcelone (Ciutat Vella)   |                 |
|  | o |  | Ciutadella \| Vila Olímpica      | Barcelone (Sant Martí)     |                 |
|  | o |  | Bogatell                         | Barcelone (Sant Martí)     |                 |
|  | o |  | Llacuna                          | Barcelone (Sant Martí)     |                 |
|  | o |  | Poblenou                         | Barcelone (Sant Martí)     |                 |
|  | o |  | Selva de Mar                     | Barcelone (Sant Martí)     |                 |
|  | o |  | El Maresme \| Fòrum              | Barcelone (Sant Martí)     |                 |
|  | o |  | Besòs Mar                        | Barcelone (Sant Martí)     |                 |
|  | o |  | Besòs                            | Barcelone (Sant Martí)     |                 |
|  | ■ |  | La Pau                           | Barcelone (Sant Martí)     |                 |
|  | x |  | Santander                        | Barcelone (Sant Martí)     |                 |
|  | x |  | Sagrera \| TAV                   | Barcelone (Sant Andreu)    |                 |
|  | x |  | La Sagrera                       | Barcelone (Sant Andreu)    |                 |

## Exploitation

### Matériel roulant
Trois séries, dont la plus ancienne du réseau, sont affectées à la ligne : les séries 1100, 2100 et 9000. En 2007 a été effectué la radiation de la série 1000 en faisant provenir les 2100 de la L2. Mais, des 9000 sont également attendues afin de remplacer les 1100 et d'améliorer ainsi la qualité du service.

### Horaires et tarification
Elle a la deuxième vitesse commerciale la plus élevée : 28,4km/h. En contrepartie, l'intervalle entre deux trains en heure de pointe s'élève à 4 minutes. En effet, "seuls" 19 trains sont en circulation à cette période.
Elle est ouverte de 05:00 à 00:00 du lundi au jeudi, jusqu'à 02:00 le vendredi, sans interruption le week-end, jours fériés et le jour de la San Juan. Et, comme l'ensemble du réseau métro, elle est située en zone tarifaire 1.

## Projets
Au début de l'année 2024, le gouvernement catalan relance le projet de prolongement de la ligne depuis La Pau en activant la procédure d'appel d'offres du marché de rédaction du projet d'exécution. L'extension consiste à creuser un nouveau tunnel et aménager une station au niveau de la rue de Santander, rallier la future gare de Barcelone-Sagrera TAV au niveau de la station Sagrera | TAV et enfin rejoindre la gare de Barcelone-La Sagrera-Meridiana à hauteur de la station La Sagrera. Le trajet entre les deux dernières, déjà aménagé et provisoirement utilisé par les lignes 9 et 10 (sans arrêt à Sagrera | TAV), se fera en empruntant un tunnel déjà creusé et parcouru provisoirement par les trains des lignes 9 et 10. La ligne 4 étendue offrira ainsi de nouvelles correspondances avec les lignes 1, 5, 9 et 10, les Rodalies et la grande vitesse ferroviaire. Le marché public est attribué huit mois plus tard.